# Phrynosoma bauri
Espèce
Phrynosoma bauri est une espèce de sauriens de la famille des Phrynosomatidae.

## Répartition
Cette espèce est endémique des États-Unis,. Elle se rencontre dans le Nord-Est du Nouveau-Mexique, dans l'Est du Colorado, dans l'Ouest du Nebraska et dans le Sud-Est du Wyoming.

## Description
Les mâles mesurent jusqu'à 75 mm de longueur standard et les femelles jusqu'à 86 mm.

## Étymologie
Cette espèce est nommée en l'honneur de Bertrand E. Baur.

## Publication originale
- Montanucci, 2015 : A taxonomic revision of the Phrynosoma douglasii species complex (Squamata: Phrynosomatidae). Zootaxa, no 4015(1), p. 1–177.